# رافاييل بايز
رافاييل بايز (بالإسبانية: Rafael Páez)‏ هو لاعب كرة قدم إسباني في مركزي الهجوم والدفاع، ولد في 10 أغسطس 1994 في أوريويلة في إسبانيا. لعب مع نادي ألكوركون ونادي إيبار ونادي بولونيا ونادي ليفربول.

## وصلات خارجية
- رافاييل بايز على موقع قاعدة بيانات كرة القدم.إي يو (الإنجليزية)
- رافاييل بايز على موقع Soccerway.com (الإنجليزية)
- رافاييل بايز على موقع AS.com (الإسبانية)